# Condado de Madison (Nueva York)
El condado de Madison (en inglés: Madison County) fundado en 1806 es un condado en el estado estadounidense de Nueva York. En el 2000 el condado tenía una población de 69,441 habitantes en una densidad poblacional de 41 personas por km². La sede del condado es Wampsville.

## Geografía
Según la Oficina del Censo, el condado tiene un área total de 1715 km² (662,2 mi²), de la cual 1699 km² (656 mi²) es tierra y 16 km² (6,2 mi²) (0.86%) es agua.

### Condados adyacentes
- Condado de Oneida, Nueva York - noreste
- Condado de Otsego, Nueva York - sureste
- Condado de Chenango, Nueva York - south
- Condado de Cortland, Nueva York - suroeste
- Condado de Onondaga, Nueva York - oeste
- Condado de Oswego, Nueva York - noroeste

## Demografía
En el 2000 la renta per cápita promedia del condado era de $40,184, y el ingreso promedio para una familia era de $47,889. En 2000 los hombres tenían un ingreso per cápita de $33,069 versus $25,026 para las mujeres. El ingreso per cápita para el condado era de $19,105 y el 9.80% de la población estaba bajo el umbral de pobreza nacional.

## Localidades
- Bridgeport (aldea)
- Brookfield (pueblo)
- Canastota (villa)
- Cazenovia (villa)
- Cazenovia (pueblo)
- Chittenango (villa)
- DeRuyter (villa)
- DeRuyter (pueblo)
- Earlville (villa)
- Eaton (pueblo)
- Fenner (pueblo)
- Georgetown (pueblo)
- Hamilton (villa)
- Hamilton (pueblo)
- Lebanon (pueblo)
- Lenox (pueblo)
- Lincoln (pueblo)
- Madison (villa)
- Madison (pueblo)
- Morrisville (villa)
- Munnsville (villa)
- Nelson (pueblo)
- Oneida (ciudad)
- Smithfield (pueblo)
- Stockbridge (pueblo)
- Sullivan (pueblo)
- Wampsville (villa) 
  - En paréntesis el tipo de gobierno